# 蔡和安
蔡和安（英：Chua Ho Ann　日本語読み：チュア ホーアン、生年不詳 - 1976年11月7日）は、シンガポールの実業家・慈善家にして、シンガポール最大の私会党の関係者。若くして福建省漳浦県からシンガポールへ渡り、クルマエビの養殖や炭焼きなどの事業に成功して西海岸の有力者となる。1942年2月からの日本軍による占領期間中は、波機関、茨木機関などの日本の特務機関に協力して慈善団体「黒十字会」を組織し、米などの密貿易に携わって利益を得る一方で、秘かにプロテスタント教会や博物館・植物園への資金援助を行っていたとされる。戦後は林有福とシンガポール連盟党（SAP）を支援し、1959年の選挙で人民行動党（PAP）運動員への暴行事件を指揮したとしてリー・クアンユーによって逮捕・投獄され、その釈放を巡るリーとラーマンの対立は1965年のシンガポールの分離独立の一因となった。直情型で、自分を頼って来る困っている人には誰にでも救いの手を差し伸べる義理堅い性格の人物として知られた。

## 経歴

### 戦前
福建省漳浦県の出身。若くして単身シンガポールへ渡り、西海岸に定住。　
コーナー (1982, p. 94)によると、1922年に中国を離れてシンガポールに移住し、当初2年ほど波止場の人夫（苦力）として働いていた。その後、ラッフルズ植物園が管理していたパンダンの植物森林保護地区のマングローブ林に近いパンダンの川岸の家に無断で住みついてクルマエビの養殖や炭焼きをして暮らし、無給で森番の仕事をするかわりに保護地区内に住むことを許可してもらった。商売で財を成したことで、東家（地区の有力者）と見なされるようになった。

### 戦時中

#### ジュロン湿地事件
コーナー (1982, p. 94)によると、1942年2月のシンガポール陥落後、蔡は日本軍に逮捕されて数日間収監され、家族はマングローブ林の中に隠れて日本軍の捜索を逃れた。
篠崎 (1981, p. 50)および篠崎 & 1972-08-29によると、1942年2月の日本軍によるシンガポール占領直後、蔡がカトンの弾薬集積所の近くを通りかかったときにたまたま弾薬集積所で爆発がおき、蔡は駆けつけた憲兵隊に逮捕され、東洋ホテルにあった憲兵隊・横田分隊の臨時本部に連行された。そのとき東洋ホテルにいた篠崎は、中国人のコックから蔡がシンガポール西海岸の有力者で、儒教を信奉する南洋聖教総会のメンバーであると聞き、蔡を釈放させた。篠崎はそれ以来蔡と親交があったとしている。
またシンガポール華僑粛清事件の際の篠崎の宣誓供述書によると、1942年2月末に、シンガポールの西海岸一帯の中国系住民の女性・子供ら約350人が、シンガポール市の西部地区を所管した日本軍（第5師団）の福本部隊の指示を受けたマレー系住民の集団によってジュロンの湿地帯に追いやられて3日ほど軟禁され、3-4名が満潮時に溺死するという事件があり、連絡を受けた篠崎が現場に到着するとマレー人は包囲を解いたとされ、蔡は事件の詳細を知る人物とされている。篠崎 (1981, p. 50)では、包囲されていた住民の中に蔡の家族が含まれており、篠崎に助けを求めにきたのは蔡だったとし、事件以来、蔡は篠崎に湿地で獲れたエビや魚を届け、また篠崎に相談や頼み事をするなど、篠崎は蔡と親しくなった、としている。
篠崎は、蔡らからの依頼で、カリムン島に潜伏していたところを水上憲兵隊に捕えられ、拷問を受けていた李振殿や黄慶昌の釈放を働きかけたとしている。

#### 占領下の事業活動
コーナー (1982, p. 95)によると、日本軍による占領以後、蔡は森番の仕事を離れていたが、1942年7月初旬に街中でコーナーと再会し、コーナーが日本軍にとりなして森番としての仕事を再開した。蔡は、養殖したクルマエビを日本軍にも提供するなどして事業を拡大し、木炭の製造も繁盛して再び財を成した。
本田 (1988, p. 41)によると、蔡は南洋華僑の有力者・陳嘉庚に近く、陳が日本軍のシンガポール占領に伴い海外に逃亡している間、その財産を管理していたという。

#### 日本の特務機関への協力
篠崎 (1981, p. 51)によると、日本の戦況不利が伝えられていた1944年頃、蔡は篠崎を訪ね、茨木機関に協力することになったと報告したという。本田 (1988, p. 41)では、蔡が憲兵隊に捕えられていたところを、重慶無線スパイ検挙事件で日本軍に検挙されて対日協力者となった陳奇山のつてで茨木機関が「貰い下げた」としており、中西 (1994, p. 139)では、蔡の息子がスパイ容疑で憲兵隊に捕まったのを、機関で貰い下げて助けたと聞いた、としている。
蔡はそれほど大きくない米屋・雑貨屋を営む一方で、たくさんのジャンクを保有する船主で、日本の特務機関に協力するかわりに、密貿易を黙認してもらっていた。
蔡は、日本側の肝煎りでできた慈善団体・黒十字会を主宰し、黒十字会は、日本軍の指示を受けて密輸を行い、昭南にあった砂糖、煙草、衣料品、薬品などをビルマ・タイ王国・仏印へ運び、米と交換して食糧の不足している昭南へ運び、半分を軍に納品し、残りを船主である蔡らが取って、更にその半分を黒十字会の慈善事業として公定価格と闇値の中間程度の価格で市民に販売した。黒十字会の売上資金は浪機関の工作資金として使用され、蔡も密貿易によって巨額の利益を得たとされる。

#### 資金援助
日本軍による占領期間中、蔡は博物館・植物園の管理に携わっていたコーナーに資金援助を申し出て、コーナーはたびたび蔡から資金を受け取り、シンガポールのプロテスタント教会の牧師に維持資金として提供したり、博物館・植物園の職員の給料に充てたりしていた。終戦後コーナーは、博物館・植物園の職員の給料が蔡の援助によって賄われていたことを職員に打ち明け、職員たちは驚きながらも蔡に感謝したという。

### 戦後

#### 終戦直後
コーナー (1982, p. 97)によると、1945年9月、英国の軍政部が到着する数日前に、蔡は日本の軍票でマッチを買い占め、英国軍政部が新紙幣を発行するとマッチを換金した。
また同書によると、日本の占領が終った後、蔡は中国系の住民に呼びかけ、黒十字会を通じて路傍に放置されていた死体を収容して埋葬し始め、同年11月に救世軍が引き継ぐまで事業を継続、その記録文書の保管をコーナーに依頼した。
同月、蔡は対日協力者裁判にかけられそうになったが、コーナーが弁護士に依頼したため起訴取り下げとなった。

#### 石島少佐の脱走を支援
日本の敗戦後、茨木機関の機関員はシンガポールからスマトラ島北部へ逃亡・潜伏したが、機関員たちは「いざというときはシンガポールへ密航し、蔡を頼るように」と言い含められていた。同機関の機関長・石島少佐は、スマトラ島で英軍に戦犯容疑で逮捕された後、ジョホール・バルにあったイギリスの情報部に監禁されていたが、蔡は日本への帰還船に乗りそびれてシンガポールの日本人収容所に残っていた元機関員の中西淳をジョンゴス（召使い）としてイギリス情報部に潜入させて石島と連絡を取り、石島は蔡の手引きを受けて拘置所からの脱走に成功した。石島はその後ジョホール州内に潜伏した後、蔡と同じ南洋聖教総会のメンバーの支援を受けて香港経由で日本に帰国したとされる。

#### SAPの黒幕
戦後、蔡は林有福とシンガポール連盟党（SAP）を支持し、1959年の選挙で人民行動党の運動員に対する暴行事件を指示したシンガポール最大の私会党の首領として、人民行動党のリー・クアンユーによって逮捕・投獄された。1963年8月、大マレーシア連邦の成立にあたり、ラーマンは、統一マレー国民組織（UMNO）に従順な林有福をシンガポール州の代表にしたいと考え、リーに蔡の釈放を要求して揺さぶりをかけたが、リーは蔡の釈放を拒否し、シンガポールの警察権を手放すことに抵抗、両者の間に確執を生んだことが1965年のシンガポールの分離独立の一因となった。

#### 晩年
晩年は自宅で静養し、1976年11月7日に死去、享年積閏78。死去時の新聞報道では、葬儀は同月13日に行なわれ、遺骸はチョア・チュー・カン墓地に埋葬される予定となっている。

## 人物
- 篠崎 (1981, p. 50)は、蔡は小柄な男で、実直な人物だったと評している。
- コーナー (1982, pp. 93, 96–97)は、蔡が裸一貫で富を築き、日本軍の占領下で助けを求める多くの人を支援し助けたことを高く評価している。また同書では、蔡は言葉は粗雑で、小柄で風采はあがらなかったが、交渉事には長けていた、と評している。
- 本田 (1988, p. 41)および中西 (1994, p. 139)では、蔡は太っていて一見柔和だが顔に似合わず直情径行な性格で、親分肌で気前がよく、人付き合いがよかったと評している。また政治談議が好きだったとされる[32]。
- 死去時の新聞報道[31]では、直情で義理堅く人助けに熱心な性格で、各界から賞賛を受けた、と評されている。

## 家族
- 三男：俊承は、1971年当時、徳成建築工程有限公司に勤務[33]。[2]